# Radim Tolasz
Radim Tolasz (* 19. března 1964 Frýdek-Místek) je český klimatolog a meteorolog. Je vedoucím oddělení klimatické změny Českého hydrometeorologického ústavu, expertem Světové meteorologické organizace (WMO) pro klimatická data a databáze a českým zástupcem v Mezivládním panelu pro změnu klimatu při OSN (IPCC, od roku 2014).

## Život
V roce 1987 vystudoval fyzickou geografii na Masarykově univerzitě. Od roku 1986 pracuje pro Český hydrometeorologický ústav postupně jako technik oddělení režimových informací (1986–1990), vedoucí oddělení meteorologie a klimatologie na pobočce v Ostravě (1991–1996), vedoucí oddělení klimatické databáze (1997–2002), náměstek ředitele pro meteorologii a klimatologii (2003–2011) a vedoucí oddělení klimatické změny (2012–dosud).
Externě vyučuje na Ostravské univerzitě (od roku 1991). Kromě mnoha odborných článků byl také editorem Atlasu podnebí Česka (Praha a Olomouc 2007, ISBN 978-80-86690-26-1). V roce 2019 se stal prvním laureátem Ceny za komunikaci globální výzvy změny klimatu.